# Římskokatolická farnost Jezernice
Římskokatolická farnost Jezernice je územní společenství římských katolíků s farním kostelem svatého Martina v děkanátu Hranice. Farnost je součástí Arcidiecéze olomoucké.

## Historie farnosti
První písemná zmínka o obci pochází z roku 1353. Farní kostel pochází z 15. století.

## Duchovní správci
Posledním farářem byl v letech 2015 až 2025 R. D. Mgr. Petr Utíkal.
Od roku 2025 je farnost spravována excurrendo z Lipníka nad Bečvou. Současným administrátorem excurrendo je R. D. ICLic. Mgr. Vít Hlavica.

## Bohoslužby
Z důvodu snižujícího se počtu kněží nejsou ve farnosti od srpna 2025 pravidelné nedělní bohoslužby.
| Kostel          | Místo     | Bohoslužba (den)                         | Hodina | Poznámka     |
| --------------- | --------- | ---------------------------------------- | ------ | ------------ |
| svatého Martina | Jezernice | 1. sobota v měsíci (s nedělní platností) | 18:00  | farní kostel |
| svatého Martina | Jezernice | pondělí                                  | 17:00  | farní kostel |

## Aktivity ve farnosti
Ve farnosti se pravidelně koná tříkrálová sbírka.
Pro farnosti obcí Jezernice, Loučka, Podhoří a Dolní Újezd vychází každý měsíc farní časopis.
V březnu 2012 se ve farnosti konaly lidové misie.